# Viktor Lőrincz
Viktor Lőrincz (né le 28 avril 1990 à Cegléd) est un lutteur hongrois pratiquant la lutte gréco-romaine.
Il est médaillé de bronze des moins de 84 kg aux Championnats d'Europe de lutte 2012 et aux Championnats du monde de lutte 2013, et médaillé de bronze des moins de 85 kg aux Championnats du monde de lutte 2014. Il participe au tournoi de lutte aux Jeux olympiques d'été de 2016 sans obtenir de médaille.
Il obtient la médaille d'or des moins de 85 kg aux Championnats d'Europe de lutte 2017.
Il est médaillé de bronze des moins de 87 kg aux Jeux européens de 2019 à Minsk. Il remporte la médaille d'argent des moins de 87 kg aux Championnats du monde de lutte 2019 et aux Championnats d'Europe de lutte 2020 et la médaille d'or dans cette même catégorie aux Jeux mondiaux militaires d'été de 2019.

## Palmarès

### Jeux olympiques
- Médaille d'argent en lutte gréco-romaine dans la catégorie des moins de 87 kg en 2020 à Tokyo

### Championnats du monde
- Médaille d'argent en lutte gréco-romaine dans la catégorie des moins de 87 kg en 2019 à Noursoultan
- Médaille de bronze en lutte gréco-romaine dans la catégorie des moins de 85 kg en 2014 à Tachkent
- Médaille de bronze en lutte gréco-romaine dans la catégorie des moins de 84 kg en 2013 à Budapest

### Championnats d'Europe
- Médaille d'or en lutte gréco-romaine dans la catégorie des moins de 85 kg en 2017 à Novi Sad
- Médaille d'argent en lutte gréco-romaine dans la catégorie des moins de 87 kg en 2020 à Rome
- Médaille de bronze en lutte gréco-romaine dans la catégorie des moins de 84 kg en 2012 à Belgrade

### Jeux européens
- Médaille de bronze en lutte gréco-romaine dans la catégorie des moins de 87 kg en 2019 à Minsk